# إيفينك
إيفينك أو إيفينكي (بالروسية: Эвенки؛ بالصينية: 族族族 إيوينكي زو؛ وكانت تعرف سابقا باسم تونغوس أو تونغوز؛ بالمنغولية: خامنيغان Kамниган) هي إحدى الشعوب التونغوسية في شمال آسيا. يُعترف بالإيفينك في روسيا كإحدى الشعوب الأصلية في الشمال الروسي، وبلغ تعدادها 38,396 نسمة (تعداد 2010). ويشكل إيفينكي في الصين أحد 56 مجموعة عرقية معترف بها رسميا من قبل جمهورية الصين الشعبية، يبلغ تعدادهم 30,875 نسمة (تعداد 2010). هناك 537 إيفينك (تعداد عام 2015)، في منغوليا وتسمى خامنيغان بالمنغولية.

## الأصل
يعتقد أن الإيفينك لهم صلة بشعب شويوي الذي سكن سلسلة جبال خينغان الكبرى في القرن الخامس إلى القرن التاسع، رغم أن رغم أن الأرض الأصلية لغالبية شعب إيفينك تقع في المناطق الشاسعة من سيبيريا بين بحيرة بايكال ونهر آمور. تشكل لغة إيفينكي الفرع الشمالي لمجموعة لغات مانشو تونغو وية وترتبط ارتباطًا وثيقًا بلغات إيفين ونيغيدال في سيبيريا. وفي ومن اتصالهم مع الروس حوالي العام 1600، كان شعب الإيفينك في وديان أنهار لينا ويينيسي مهرة في رعي الرنة. وعلى النقيض من ذلك، فقد تعلم شعب سولون (أسلاف الإيفيك في الصين) وخامنيغان (الإيفينك في ترانسبيكاليكا) تربية الخيول من المغول ولبسوا الديل المنغولي. عاش شعب سولون حياة الترحال قرب نهر آمور. كانوا على صلة وثيقة بشعب داور. عاش جزء من الإيفينك في وادي أمور أيضًا وأطلق عليهم المانشو اسم أوروكن.

## التوزيع التاريخي
من المرجح أن أسلاف الإيفينك في الجنوب الشرقي قد سكنوا منطقة بايكال في جنوب سيبيريا (بالقرب من الحدود المنغولية المعاصرة) منذ العصر الحجري الحديث. ويعتقد أن الإيفينك في الشمال الغربي هم نتيجة اختلاط القبائل الأصلية القديمة المختلفة من شمال سيبيريا مع القبائل ذات الصلة بالأتراك والمغول. ويرى الباحث فاسيليفيتش أنها للغات هذه القبائل الأسبقية على اللغات التونغوسية الأخرى، مثل كيت في إيفينكيا ويوكاغير في ياقوتيا. ويعتقد أن عناصر من ثقافة الإيفينك، مثل الخيام المخروطية، وطعوم الأسماك عظمية، والقوارب من لحاء البتولا، كانت موجودة في مواقع يعتقد أنها من العصر الحجري الحديث. ويعتقد انهم عاشوا أصلا قرب بحيرة بايكال قبل أن ينتشروا إلى نهر آمور وبحر أخوتسك وأحواض أنهار لينا وينسي.

## الاتصال مع الروس
اتصلت الإمبراطورية الروسية مع الإيفينك في القرن السابع عشر. فرض القوزاق، الذين مثلوا «حرس الحدود» للحكومة القيصرية، ضريبة فراء على قبائل سيبيريا. استغل القوزاق الهرم الاجتماعي لعشائرة إيفنك وأخذوا رهائن من أشراف القبائل لضمان دفعهم الضريبة. ورغم أن قبائل الإيفينك تمردت ضد المسؤولين المحليين، إلا أنهم اعترفوا بحاجتهم لإقامة علاقات ثقافية سلمية مع الروس. ودفعتهم المشاكل مع الروس وضرائب الفراء شرقا إلى جزيرة سخالين، حيث لا يزال البعض يعيش هناك اليوم. في القرن التاسع عشر هاجرت بعض الجماعات إلى الجنوب والشرق إلى منغوليا ومنشوريا. واليوم لا يزال هناك جمع من الإيفينك في سخالين ومنغوليا ومنشوريا، وإلى حد أقل في منطقة بايكال.